# 小行星6667
小行星6667（英語：6667 Sannaimura）是一颗围绕太阳公转的小行星。1994年3月14日，串田嘉男、村松修在八之岳发现了此天体。
这颗小行星的绝对星等为357.391532088629等。